# Ninja Kiwi
Ninja Kiwi, anciennement Kaiparasoft Ltd, est un développeur de jeux vidéo mobile et en ligne fondé à Auckland, en Nouvelle-Zélande, en 2006 par les frères Chris et Stephen Harris. 

## Histoire
Le premier jeu de Ninja Kiwi était un jeu basé sur un navigateur appelé Cash Sprint, développé sur la plate-forme Adobe Flash . Depuis lors, ils ont produit plus de 60 jeux sur différentes plates-formes, dont Adobe Flash, Android, iOS, PlayStation Portable, Nintendo DS et, plus récemment, Steam. Leurs titres les plus connus sont les jeux Bloons et Bloons TD.
En 2012, Ninja Kiwi a acheté Digital Goldfish, un développeur basé à Dundee, en Écosse, pour un montant non divulgué,,.

## Fonctionnement
Ninja Kiwi a une monnaie virtuelle appelée pièces de monnaie NK; les achats de jeux et les achats dans le jeu peuvent être effectués avec des pièces de monnaie NK. Environ dix-huit mois avant sa dissolution par sa société mère, Mochi Media (en) (un autre site Web de jeu majeur) a cessé d'utiliser sa monnaie virtuelle (Mochi Coins) pour la remplacer par la monnaie virtuelle de Ninja Kiwi.